# Pavillon France
 (octobre 2014).
Si vous disposez d'ouvrages ou d'articles de référence ou si vous connaissez des sites web de qualité traitant du thème abordé ici, merci de compléter l'article en donnant les références utiles à sa vérifiabilité et en les liant à la section « Notes et références ».
Pavillon France est une marque déposée par France Filière Pêche représentant 4 600 bateaux et 19 500 marins pêcheurs en France.
France Filière Pêche est une association loi de 1901, fondée en 2010, regroupant tous les acteurs de la filière pêche française pêcheurs, mareyeurs, artisans poissonniers, enseignes de la grande distribution.

## Missions

### Favoriser la commercialisation des produits de la pêche française
France Filière Pêche veut en France promouvoir les produits des pêches françaises de qualité auprès des consommateurs, augmenter la visibilité de ces produits.